# إحسان شريف
إحسان شريف (15 مايو 1921 - 8 سبتمبر 1985)، ممثلة مصرية راحلة.
ولدت «إحسان شريف» في عام 1921. تخرجت من مدرسة حلوان الثانوية وعملت في الفرقة القومية مع زكي طليمات وإنتقلت بين أكثر من فرقة في الثلاثينيات وأدت أدوارا صغيرة في السنيما والمسرح. من مسرحياتها «الوطن» و«شارع البكوات». هي بنت سلطح باشا والدة سعاد حسني في فيلم «إشاعة حب» عام 1960. توفيت في 8 سبتمبر عام 1985م.